# Oana Niculescu-Mizil
Oana Niculescu-Mizil Ștefănescu (n. 11 august 1975, București, România) este un om politic din România, deputat din partea USL în Colegiul 20 al Capitalei, în legislatura 2008-2012. și în legislatura 2012-2016, din partea PSD, în colegiul 23.

## Biografie
Născută în București, la 11 august 1975, este nepoata lui Paul Niculescu-Mizil, un înalt demnitar comunist (mama Oanei, Lidia, fiind fiica acestuia).
A fost căsătorită cu omul de afaceri libanez Jamil Tohme,
unul dintre cei mai bogați oameni din Liban. Oana Niculescu Mizil a fost măritată cu Marian Vanghelie.

## Condamnare penală
În octombrie 2014 a fost condamnată de Înalta Curte de Casație și Justiție la trei ani de închisoare cu suspendare pentru săvârșirea infracțiunii de conflict de interese. Procurorii susțin că ea a solicitat, în calitate de deputat, încadrarea în munca a mamei sale, Lidia Niculescu Mizil Ștefănescu, în cadrul biroului său parlamentar și a avizat contractul individual de muncă prin care, în perioada mai 2009 - septembrie 2011, aceasta a realizat foloase materiale în cuantum de 65.697 lei. Oana Niculescu Mizil a mai fost obligată să plătească suma de 3.000 lei cu titlu de cheltuieli judiciare către stat.
Oana Niculescu Mizil a făcut apel și a obținut reducerea pedepsei la un an închisoare cu suspendare, cu un termen de încercare de trei ani. De asemenea, judecătorii au suspendat și interdicțiile impuse de instanța de fond (una din acestea era dreptul de a fi aleasă și de a ocupa o funcție publică pe o durată de 10 ani).